# Azucena Villaflor
Azucena Villaflor (Azucena Villaflor de De Vincenti) (Avellaneda, 7 april 1924 - 1977) was een Argentijnse mensenrechtenactiviste en voorvrouw van de Dwaze Moeders.

## Jeugd en loopbaan
Villaflor werd geboren in Avellaneda op 7 april 1924. Ze was dochter van Emma Nitz, die haar op vijftienjarige leeftijd kreeg, en Florentino Villaflor, een 21-jarige arbeider in een wolfabriek. Op vijftienjarige leeftijd ging ze werken bij het bedrijf Siam, als telefoniste. In 1949 trouwde ze met een werknemer van dat bedrijf, tevens vakbondsactivist, Pedro De Vincenti. Ze kregen samen vier kinderen: Pedro, Néstor, Adrián en Cecilia.

## Dwaze moeders
Na de staatsgreep van Jorge Videla in Argentinië gingen de verdwijningen en liquidaties door die onder Isabel Peron waren begonnen en namen zelfs in aantal toe. In de zogenaamde 'vuile oorlog' die de junta voerde werden talloze tegenstanders van het militaire regime opgepakt. Op 30 november 1976 verdween ook Nestor, zoon van Villaflor en lid van de Peronistische Jeugd, samen met zijn vriendin, Raquel Mangin. Hoewel Villaflor ook al voor die tijd maatschappelijk actief was, werd dat vele malen sterker na deze ontvoering. Ze startte een zoektocht naar haar zoon en ontmoette andere moeders van wie ook een of meer kinderen waren 'verdwenen'.
Op 30 april 1977 ging zij samen met 13 andere moeders naar het centrale plein - Plaza de Mayo - van Buenos Aires. Het werd het begin van de Dwaze Moeders, waarvan Villaflor de voorvrouw was. Ze marcheerden rond de Plaza de Mayo waaraan het presidentieel paleis was gelegen, de Casa Rosada. Daarna volgden nog talloze marsen die wekelijks op dezelfde plek en op hetzelfde tijdstip plaatsvonden. De moeders eisten niet alleen informatie over de verblijfplaats van hun kinderen, maar protesteerden ook tegen het staatsterrorisme, de wrede schendingen van de mensenrechten en het monddood maken van de oppositie. Ze marcheerden bovendien om samen te rouwen. Ondanks dat ze bedreigd en mishandeld werden gingen ze door, onbevreesd en in het besef dat ze wellicht hun acties met hun leven zouden moeten bekopen.

## Verdwijning en dood

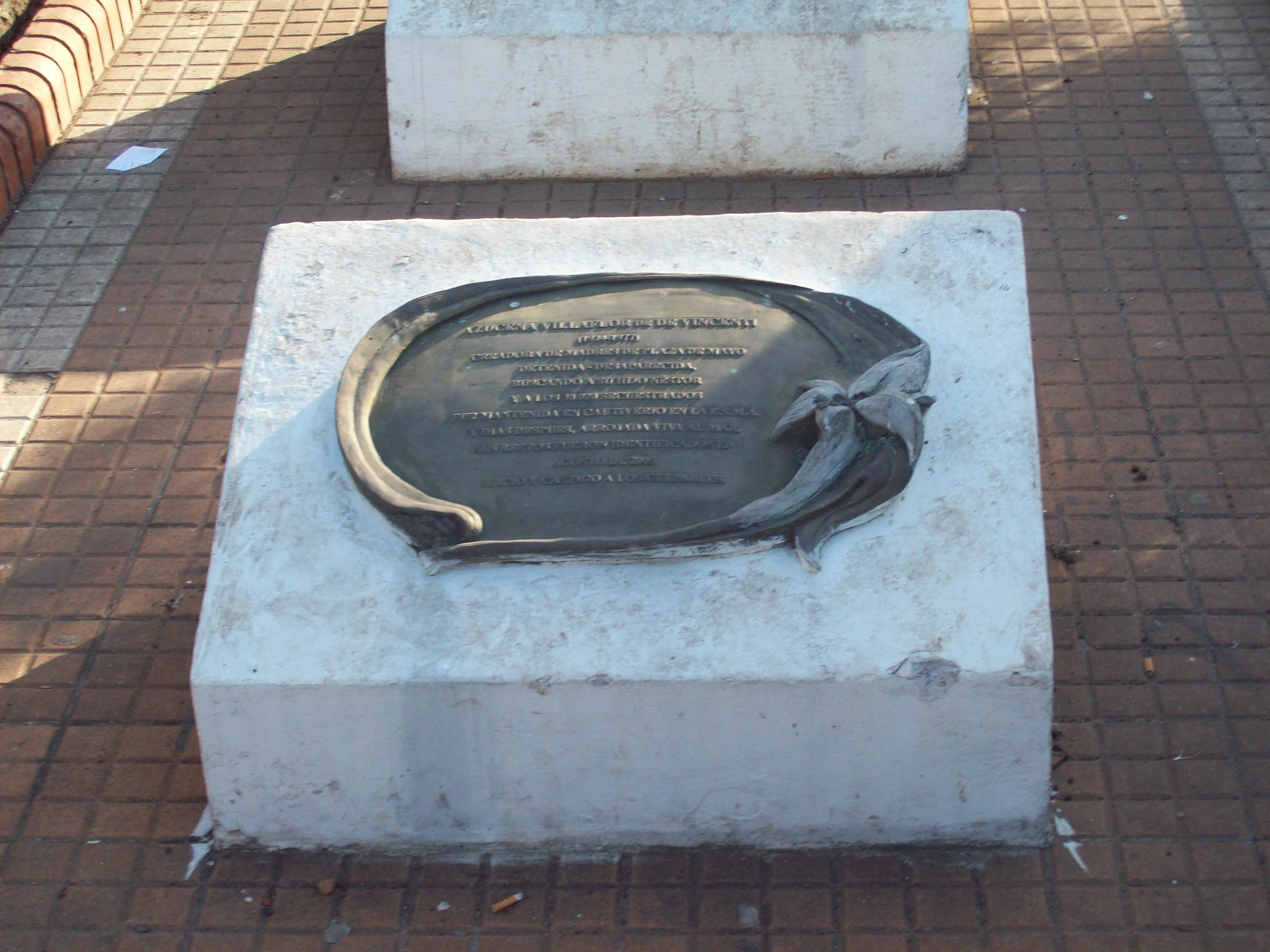
Grafsteen van Villaflor

Op 10 december 1977 publiceerden de Dwaze Moeders een krantenadvertentie met de namen van hun 'verdwenen' kinderen. Diezelfde nacht werd Villaflor weggevoerd. Ze is nooit meer levend gezien. 
De marsen van de moeders gingen door, zelfs na de val van de  militaire junta in 1983 omdat   nog steeds onduidelijk was waar de kinderen waren gebleven en omdat de schuldigen niet waren gestraft. In 2003 is Villaflor gevonden, dood. Haar as werd in 2005 begraven op de Plaza de Mayo. 
Ze is waarschijnlijk zoals zo vele  politieke tegenstanders van het militaire regime  met een vliegtuig in zee gedumpt. Voor de kinderen was het aanleiding  hun moeder  met de volgende woorden te eren:
Onze moeders, onvermoeibare strijders die hun leven gaven voor hun kinderen, konden de dood niet verslaan, maar ze waren zo koppig dat ze de vergetelheid konden verslaan. En ze kwamen terug. Ze keerden terug met de zee, alsof ze opnieuw rekenschap hadden willen geven van de vasthoudendheid die hen kenmerkte in het leven. De aanwezigheid van hun stoffelijke overschotten getuigt ervan dat het voor de hand liggende niet kan verdwijnen. Ze keerden terug met die onvoorwaardelijke liefde die alleen moeders hebben voor hun kinderen, om voor hen en voor ons te blijven vechten.